# Frégimont
Frégimont település Franciaországban, Lot-et-Garonne megyében. Lakosainak száma 272 fő (2022. január 1.). Frégimont Bazens, Clermont-Dessous, Lusignan-Petit, Prayssas és Saint-Salvy községekkel határos.

## Népesség
A település népességének változása:
| Lakosok száma | 231  | 202  | 197  | 233  | 293  | 271  | 259  | 253  | 259  | 272  |
|               | 1968 | 1982 | 1990 | 2006 | 2013 | 2015 | 2017 | 2019 | 2020 | 2022 |